# Rakičan
Rakičan (madžarsko Battyánfalva) je naselje v Občini Murska Sobota.
Rakičan je obmestno naselje v neposredni bližini Murske Sobote. Naselje je bilo v pisnih virih omenjeno v začetku 14. stoletja. Ob robu naselja in prostranega parka stoji renesančni dvorec (Grad Rakičan), ki je bil zgrajen v 17. stoletju. 
21. avgusta leta 1705 se je odvijala bitka pri Rakičanu med Kruci (današnji Madžari) in Avstrijci. Čeprav so Slovenci (Prekmurci) pomagali Krucem, je okrog 1000 avstrijskih vojnikov premagalo Kruce in Slovence. V dvorcu Rakičan je danes izobraževalni center z lepo obnovljenimi notranjimi prostori. V konjušnicah dvorca je konjeniški klub, ki je bil v 90. letih tudi organizator svetovnega prvenstva v preskakovanju ovir. V Rakičanu je tudi regionalna Splošna bolnišnica Murska Sobota za prebivalce Pomurja, ki se je iz Murske Sobote vanj selila postopoma v povojnem obdobju do 1987.
V Rakičanu sta se rodila diplomat in publicist Rudi Čačinovič ter Peter Polić.